# 5325 Сілвер
5325 Сілвер (5325 Silver) — астероїд головного поясу, відкритий 12 травня 1988 року.
Тіссеранів параметр щодо Юпітера — 3,408.